# جرج مونرو
سرهنگ دوم جورج مونرو (گاهی اوقات به نام «مونرو» شناخته می‌شود) (۱۷۰۰–۱۷۵۷) یک سرباز اسکاتلندی-ایرلندی بود. او بیشتر به عنوان افسری از ارتش بریتانیا شناخته می‌شود که به دفاع از قلعهٔ ویلیام هنری در ۱۷۵۷ و در طول جنگ هفت‌ساله و جنگ فرانسه و سرخپوستان پرداخت اما موفق نبود و شکست خورد. این وقایع توسط جیمز فنوریور کوپر در رمان خود آخرین موهیکان (و اقتباس‌های بعدی تلویزیونی وسینمایی آن) مشهور شد.

## در فرهنگ عامه
- مونرو به عنوان سرهنگ مونرو در داستان جیمز فننیورور کوپر، آخرین موهیکان به تصویر کشیده شده‌است، و در آن او پدر دو دختر به نام‌های آلیس و کورا است.[۱] در داستان، او نقش واقعی خود را در طول تاریخ دارد، و دفاع از قلعهٔ ویلیام هنری را رهبری می‌کند.[۲] در اقتباس سینمایی ساخته شده در سال ۱۹۹۲، نقش او را بازیگر اسکاتلندی، موریس رویز ایفا می‌کند، و در آن به دست متحدان سرخپوستش در قتل‌عام کشته می‌شود، رهبری آن‌ها (مگوا) قلب او را برای انتقام در نقشی که مونرو در قتل خانواده‌اش داشته، از سینه بیرون می‌کشد.[۳][۴] او همچنین در فیلم صامت ساخته شده در ۱۹۲۰ توسط جیمز گوردون،[۵][۶][۷] در نسخهٔ ۱۹۳۲ توسط ادوارد هارن،[۸][۹] در نسخه ۱۹۳۶ توسط هیو باکلر،[۱۰] در نسخهٔ ۱۹۶۵ توسط پل مولر[۱۱][۱۲][۱۳] و در نسخهٔ ۱۹۶۸ توسط اوتو آمبرز به تصویر کشیده می‌شود.[۱۴]
- مونرو همچنین در بازی ویدیویی اکشن-ماجراجویی اساسینز کرید: سرکش در سال ۲۰۱۴ به عنوان یک شخصیت مکمل به تصویر کشیده شده‌است.[۱۵] او در این بازی شخصیتی نجیب و حای مردم نیویورک تصویر شده‌است تا از خشونت‌های اوباش‌های سازمان‌یافته و ناسازگاری در شهر جلوگیری نماید.[۱۶] وی عضو شوالیه‌های معبد است و به کریستوفر گیست و شخصیت اصلی بازی، شی پاتریک کورماک یاری می‌رساند تا اینکه پس از سقوط قلعهٔ ویلیام هنری توسط یکی از اعضای حشاشین، لیام اوبرایان، در آلبانی کشته می‌شود.[۱۷][۱۸][۱۹] وی توسط گراهام ج. کاتبرتسون صداگذاری شده‌است.[۲۰][۲۱]